# 溪里方村

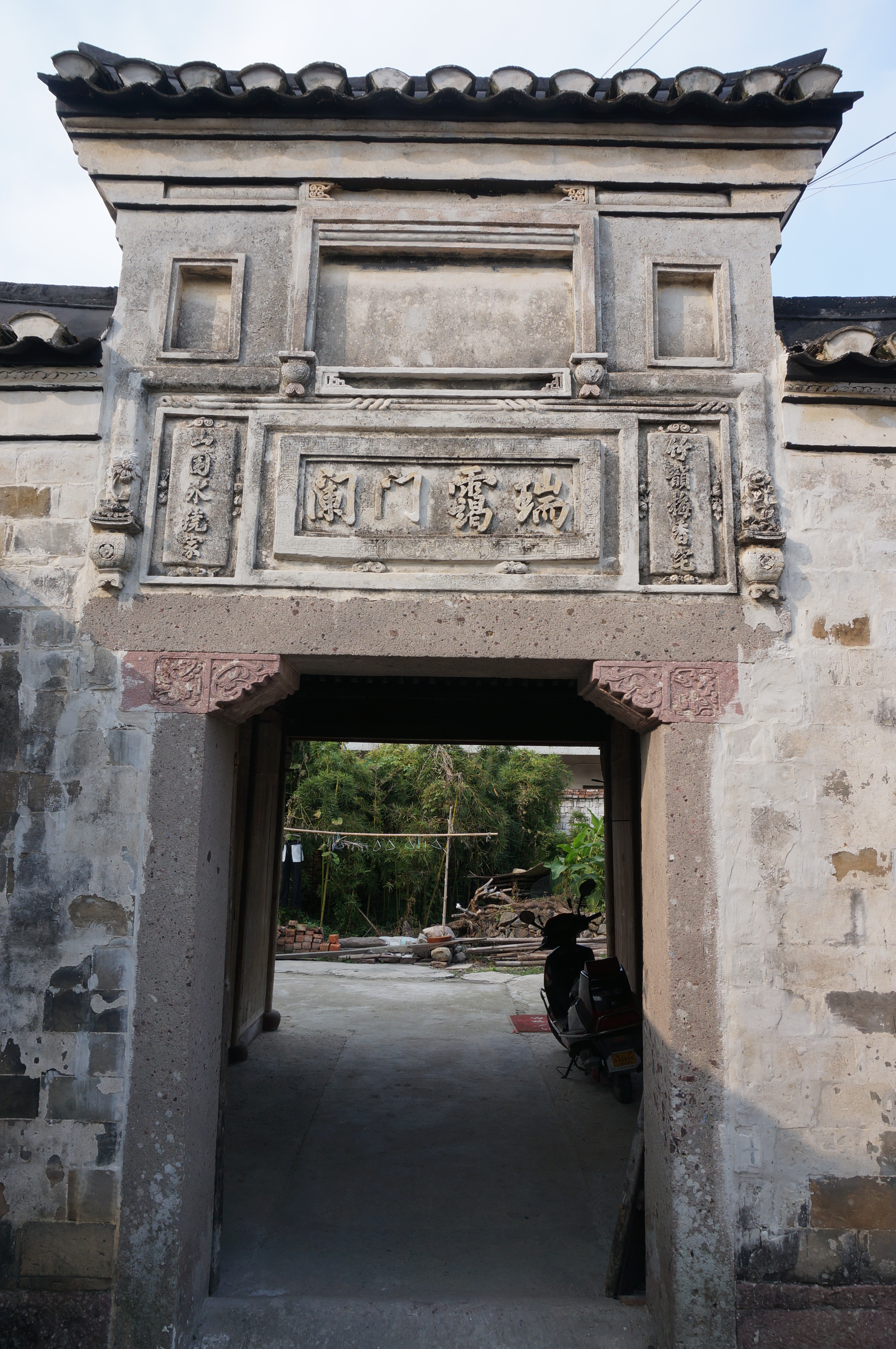
方义房大门，门楣正中刻“瑞霭门阑”，两旁刻“竹韵梅香宅，山园水绕家”，2015年10月

溪里方村为位于中国浙江省宁波市象山县墙头镇的一个方姓、郑姓聚居村落，位于镇区南部，南靠大雷山，北望西沪港，因村东西两侧皆有溪环绕，又以方姓为主故名（方姓约占62%、郑姓约占30%），其方氏先祖为方孝孺的堂弟方伯礼，明初洪武十八年（1385）前后自宁海缑城里（今宁海城关）迁入，郑氏先祖为郑仁爵，明初自象山南充迁入。
村中古建筑群以“九房三堂”为代表（大户人家居住的房屋称为“房”，中户人家居住的房屋称为“堂”），九房为方恭房（溪里方83号）、方德房、方贤房、方安房（已不存）、方信房、方怀房（已不存）、方仁房（又分仁大房、仁二房和仁三房，仁二房为溪里方133号，仁三房为溪里方125号）、方义房和老大房（已不存），三堂为积善堂、承志堂（溪里方104号）和福寿堂（溪里方121号），现仍存“六房三堂”，最早的为建于明中早期的方恭房，除此之外还保存了方氏宗祠、郑氏祖堂和五雷庙等。2014年入选宁波市第二批市级历史文化名村，2016年入选浙江省第五批省级历史文化名村。